# Odprto prvenstvo Francije 1999
Odprto prvenstvo Francije 1999 je teniški turnir za Grand Slam, ki je med 24. majem in 6. junijem 1999 potekal v Parizu.

## Moški posamično
Andre Agassi :  Andrej Medvedjev, 1–6, 2–6, 6–4, 6–3, 6–4

## Ženske posamično
Steffi Graf :  Martina Hingis, 4–6, 7–5, 6–2

## Moške dvojice
Mahesh Bhupathi /  Leander Paes :  Goran Ivanišević /  Jeff Tarango, 6–2, 7–5

## Ženske  dvojice
Serena Williams /  Venus Williams :  Martina Hingis /  Ana Kurnikova, 6–3, 6–7(2–7), 8–6

## Mešane dvojice
Katarina Srebotnik /  Piet Norval :  Larisa Neiland /  Rick Leach, 6–3, 3–6, 6–3